# Cinacanthus anomalipus
Cinacanthus anomalipus är en skalbaggsart som beskrevs av Louis Albert Péringuey 1901. Cinacanthus anomalipus ingår i släktet Cinacanthus och familjen Aphodiidae. Inga underarter finns listade i Catalogue of Life.